# William Zipperer
Johannes William Zipperer ([ˌvɪljam ˈt͡sɪpəʁɐ], * 27. Dezember 1884 in Dresden; † 12. Januar 1945 ebenda) war ein deutscher Kommunist und Widerstandskämpfer gegen den Nationalsozialismus.

## Leben
Der gelernte Reliefgraveur William Zipperer war seit 1906 Mitglied der SPD und wurde 1914 zu deren Stadtverordneten gewählt. Während des Ersten Weltkriegs engagierte er sich für die Spartakusgruppe, wurde 1917 in den USPD-Bezirksvorstand und 1918 in den Arbeiter- und Soldatenrat in Leipzig gewählt. Am 4. Januar 1919 wurde er auf der Gründungsversammlung der Leipziger Ortsgruppe zum ersten Vorsitzenden der KPD-Ortsgruppe gewählt, die er mitbegründete. Von 1923 bis 1925 arbeitete er als Redakteur der „Sächsischen Arbeiterzeitung“ in Leipzig und leitete die UNS-Bücherstube. Noch vor 1933 wurde er als „Ultralinker“ aus der KPD ausgeschlossen.
Nach der Machtübernahme der Nationalsozialisten wurde William Zipperer im kommunistischen Widerstand aktiv. Im gleichen Jahr wurde er vorübergehend inhaftiert. Seine Graveurwerkstatt in Leipzig wurde zum Treffpunkt für Widerstandskämpfer und Arbeiter der Leipziger Rüstungsbetriebe. Mit dem Ausbruch des Zweiten Weltkrieges im September 1939 versuchte er als Dienstverpflichteter gemeinsam mit dem Optiker Karl Jungbluth (1903–1945) und dem Zimmerer Arthur Hoffmann (1900–1945), die Arbeit in Rüstungsbetrieben zu sabotieren, indem sie Produktionsstörungen hervorriefen und Ausschuss produzierten.
Nach der Gründung der Leipziger Widerstandsgruppe um die Antifaschisten Georg Schumann, Otto Engert, Kurt Kresse und Georg Schwarz (siehe: Schumann-Engert-Kresse-Gruppe) im Jahr 1941 schloss sich auch William Zipperer dieser an. Die Gruppe, die eine der größten kommunistischen Widerstandsgruppen im Deutschen Reich war, nannte sich später selbst „Nationalkomitee Freies Deutschland Leipzig“, die sich am Nationalkomitee Freies Deutschland orientierte.

## Verhaftung und Hinrichtung
Auf Grund der intensiven Arbeit der Widerstandsgruppe wurde die Fahndung der Gestapo besonders in Berlin und Leipzig verstärkt. Es gelang, einen Spitzel in die Reihen der Leipziger Antifaschisten einzuschleusen. Am 18. und 19. Juli 1944 wurden in Leipzig 59 Antifaschisten verhaftet.
Am 22. und 23. November 1944 fand vor dem zweiten Senat des Volksgerichtshofes in Dresden der Prozess gegen Arthur Hoffmann, Georg Schwarz, William Zipperer, Karl Jungbluth und Alfred Frank statt. Sie wurden wegen „Wehrkraftzersetzung, Vorbereitung zum Hochverrat und Feindbegünstigung zum Tode und dauerndem Ehrverlust“ verurteilt und am 11. und 12. Januar 1945 im Dresdner Landgericht am Münchner Platz hingerichtet. Zipperers Grab befindet sich auf dem Leipziger Südfriedhof.

## Ehrungen

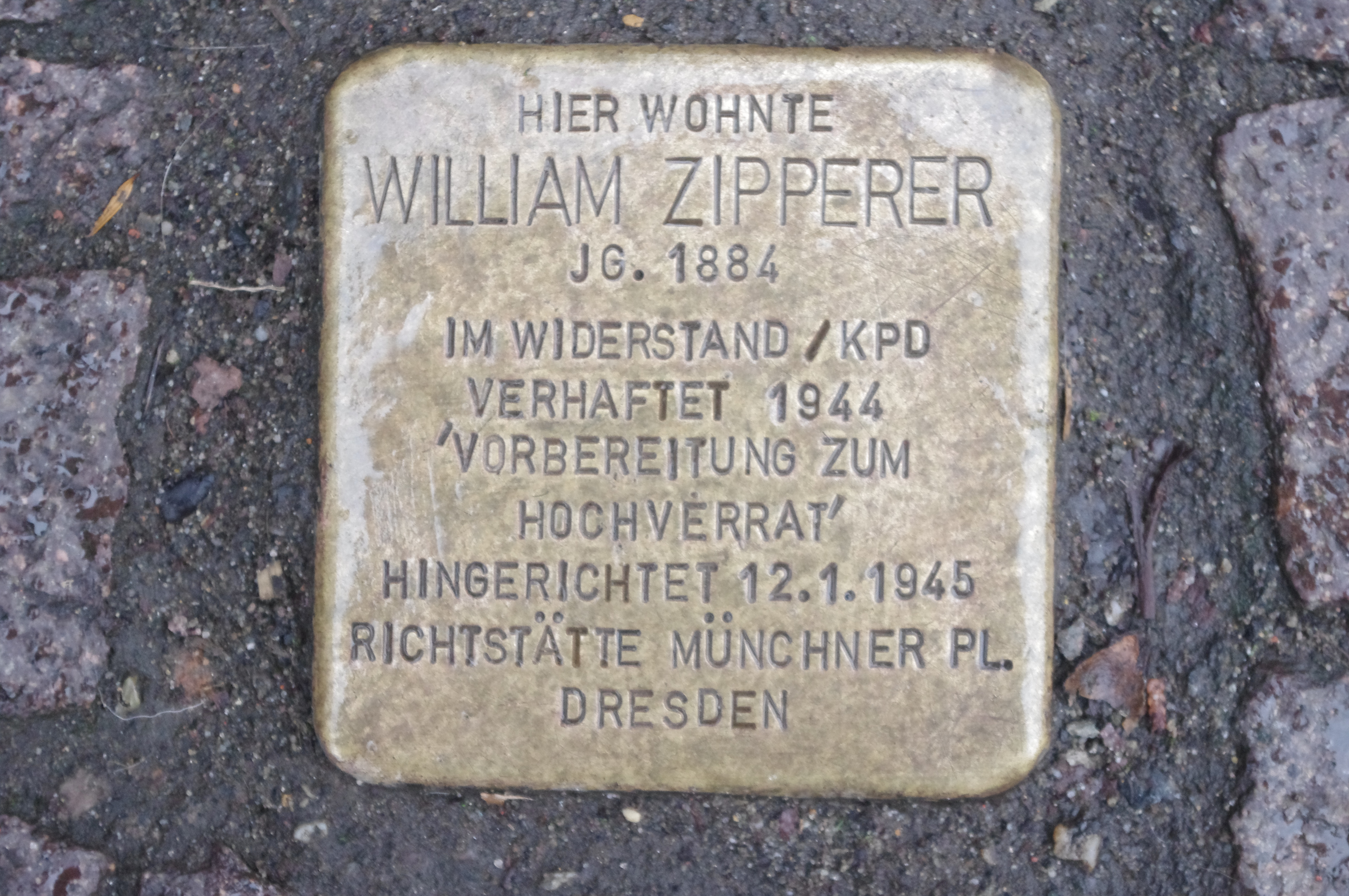
Stolperstein für William Zipperer
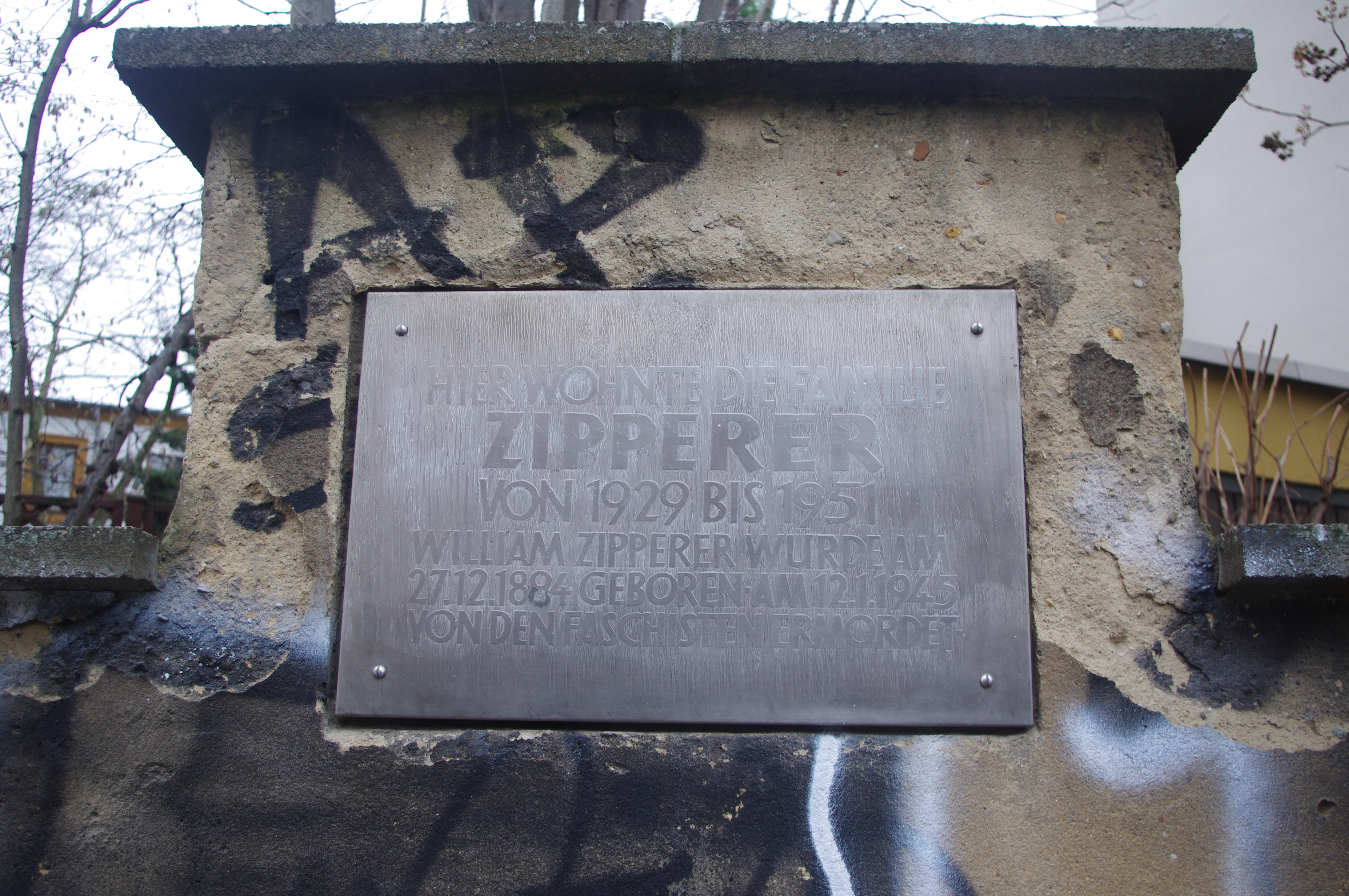
Gedenkplatte für Familie Zipperer

Am 1. August 1945 wurde eine Straße in den Leipziger Stadtteilen Lindenau und Leutzsch, in der William Zipperer mit seiner Familie gelebt hatte, nach ihm benannt.
Am 21. März 2015 verlegte der Künstler Gunter Demnig einen Stolperstein zur Erinnerung an Zipperer in der heutigen William-Zipperer-Straße 13. An der Mauer vor dem Grundstück befindet sich eine Gedenkplakette für die gesamte Familie Zipperer, die dort wohnte. Bei Sanierungsarbeiten an ihrem früheren Wohnhaus wurden 2024 elf in Zeitung eingewickelte Pakete mit Büchern gefunden, die William Zipperer offenbar persönlich Anfang April 1933 im Fehlboden versteckt hatte und die 91 Jahre lang unentdeckt geblieben waren.

## Belege
1. ↑  Abschrift des Urteils. In: sn.schule.de. Ehemals im Original (nicht mehr online verfügbar); abgerufen am 23. November 2009. (Seite nicht mehr abrufbar. Suche in Webarchiven)
2. ↑  
Weitere Stolpersteine schaffen Erinnerungskultur für den Alltag. (PDF) Pressemitteilung. Arbeitsgruppe „Stolpersteine“ in Leipzig, 20. März 2015, abgerufen am 11. Dezember 2020.
3. ↑  André Böhmer: Früheres Haus von KPD-Mitbegründer William Zipperer in Leipzig: Nach 91 Jahren versteckte Bücherpakete entdeckt. 3. September 2024, abgerufen am 3. September 2024.
4. ↑  Dachbodenfund: versteckte Bücher von William Zipperer. Archiv Bürgerbewegung, 2024, abgerufen am 3. September 2024.